# Андроник Палеолог Кантакузин
Андроник Палеолог Кантакузин (умро 4. јуна 1453. године) био је последњи Велики доместик Византијског царства. Присутан у граду приликом пада Константинопоља 1453. године, био је у групи високих царских званичника које је погубио османски султан Мехмед II пет дана након што је град заузет.
Андроник је био међу онима који су саветовали цара Константина XI Палеолога да за своју трећу жену узме принцезу Ану, ћерку цара Давида Трапезунтског, уместо султаније Маре, ћерке Ђурађа Бранковића, деспота српског. Његово име се појављује на уговору између Византије и Венеције закљученом априла 1448. године, уместо Димитрија Палеолога Кантакузина, који је тада био рашчињен.
Он је вероватно Велики доместик Кантакузин кога је цар Јован VIII Палеолог послао у јесен 1436. године да убеди Србе да пошаљу делегацију на Савет Ферара-Фиренца у вези са Унијом цркава. Историчар Силвестер Сиропулос описује овог човека као „шурака деспота српског“; Андроник Палеолог Кантакузин је био брат деспине Ирине Кантакузин, жене деспота Ђурађа Бранковића. Српска црква је одбила да учествује на овом сабору, а ако је идентификација тачна, то би могло да објасни Андроникову мотивацију за супротстављање браку између цара Константина XI и султаније Маре Бранковић.

## Породица
Према састављеном родослову његове супруге Хуга Бузака, био је брат Ђорђа Палеолога Кантакузина, а са Ђорђем вероватно син деспота Димитрија I Кантакузина или његовог брата Теодора Кантакузина. Био је ожењен и имао је најмање једног сина који је оженио ћерку мега дукса Луке Нотараса. Дука прича како је млађи Кантакузин био у пратњи свог таста на погубљење.